# Jeffrey Dunn
Jeffrey Dunn, plus connu sous le pseudonyme de Mantas, est un guitariste britannique.
Il est célèbre pour avoir été durant de nombreuses années le guitariste du groupe de heavy metal anglais Venom, qu'il a lui-même fondé en 1979. Le nom du groupe, Venom, est d'ailleurs basé sur son ancien pseudonyme de motard. Mantas a quitté une première fois le groupe Venom en 1986 avant d'y revenir en 1989. Il quittera définitivement le groupe en 2002, voulant désormais se consacrer à d'autres projets.
Mantas fonde en 2010, avec ses anciens comparses de Venom Tony Dolan et Anthony Lant, le groupe Mpire of Evil.
Mantas a également publié deux albums solo, l'un en 1988 (Wind Of Change), l'autre en 2004 (Zero Tolerance).
En 2015, Abaddon (cofondateur de Venom) est invité à jouer quelques morceaux avec M:Pire of Evil au Keep It True Festival. S'ensuit la formation de Venom Inc composé de Mantas, Tony "Demolition Man" Dolan et Abaddon.

## Influences
Jeffrey Dunn cite K. K. Downing (guitariste de Judas Priest) comme étant sa principale influence en tant que musicien de heavy metal. Il est également un grand admirateur de Gary Moore.
Il cite également Zakk Wylde comme étant son guitariste contemporain préféré.

## Discographie

### AvecVenom
- 1981 : Welcome to Hell
- 1982 : Black Metal
- 1984 : At War with Satan
- 1985 : Possessed
- 1986 : Eine Kleine Nachtmusik (live)
- 1989 : Prime Evil
- 1991 : Temples of Ice
- 1992 : The Waste Lands
- 1997 : Cast in Stone
- 2000 : Resurrection
- 2002 : In League with Satan (compilation 2 CD)
- 2002 : Kissing the Beast (compilation 2 CD)
- 2005 : MMV (anthologie 4 CD)

### AvecMpire of Evil
- 2011 : Creatures of the Black (EP)
- 2012 : Hell to the Holy
- 2013 : Crucified

### Albums solo
- 1988 : Deceiver (EP)
- 1988 : Winds of Change
- 2004 : Zero Tolerance